# Pressylta

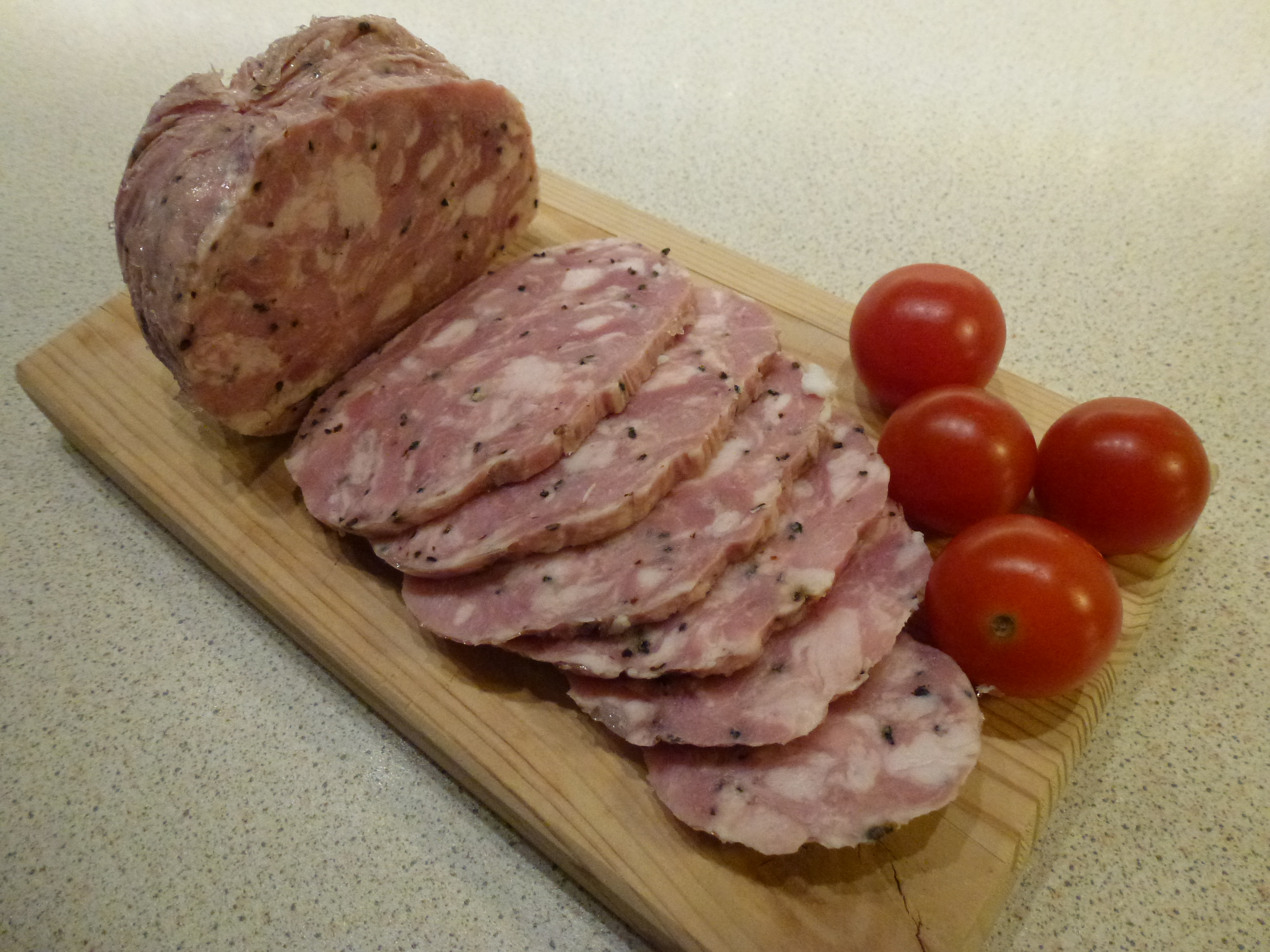
Uppskuren pressylta med körsbärstomater.

Pressylta är en traditionell variant på den kallskurna maträtten sylta, som är vanlig på det svenska julbordet. Syltan är tillagad främst av bogfläsk, kalvkött, lök, gelatin och kryddor, men det finns många lokala varianter på receptet.

## Tillagning (enklare beskrivning)
Börja med att koka köttet i ett kokkärl med vatten, kryddor och lök tills köttet är mört, och låt det sedan svalna. Ta bort svålen från fläsket och skär köttet i tärningar. Ta en handduk och blöt den i varmt vatten och krama ur. Bred ut handduken i en rundbottnad skål. Täck botten och sidorna av skålen med svålen, med svålens blanka utsida ned mot handduken. Varva de olika köttslagen med späck, gelatin och kryddor. Dra ihop duken till ett hårt knyte och bind ihop detta med ett snöre av bomull eller annat värmetåligt naturmaterial. Koka knytet på svag värme i ca 20 minuter, exempelvis i samma spad som tidigare. Ta upp knytet och låt det sedan ligga i press minst tio timmar i kylskåp. Pressylta serveras vanligtvis kylskåpskall, skuren i tunna skivor, och ofta med kokt potatis och senap.